# Glacier de Planpincieux
Le glacier de Planpincieux est un glacier tempéré de cirque situé sur le versant sud des Grandes Jorasses, en amont du hameau du même nom.

## Géographie

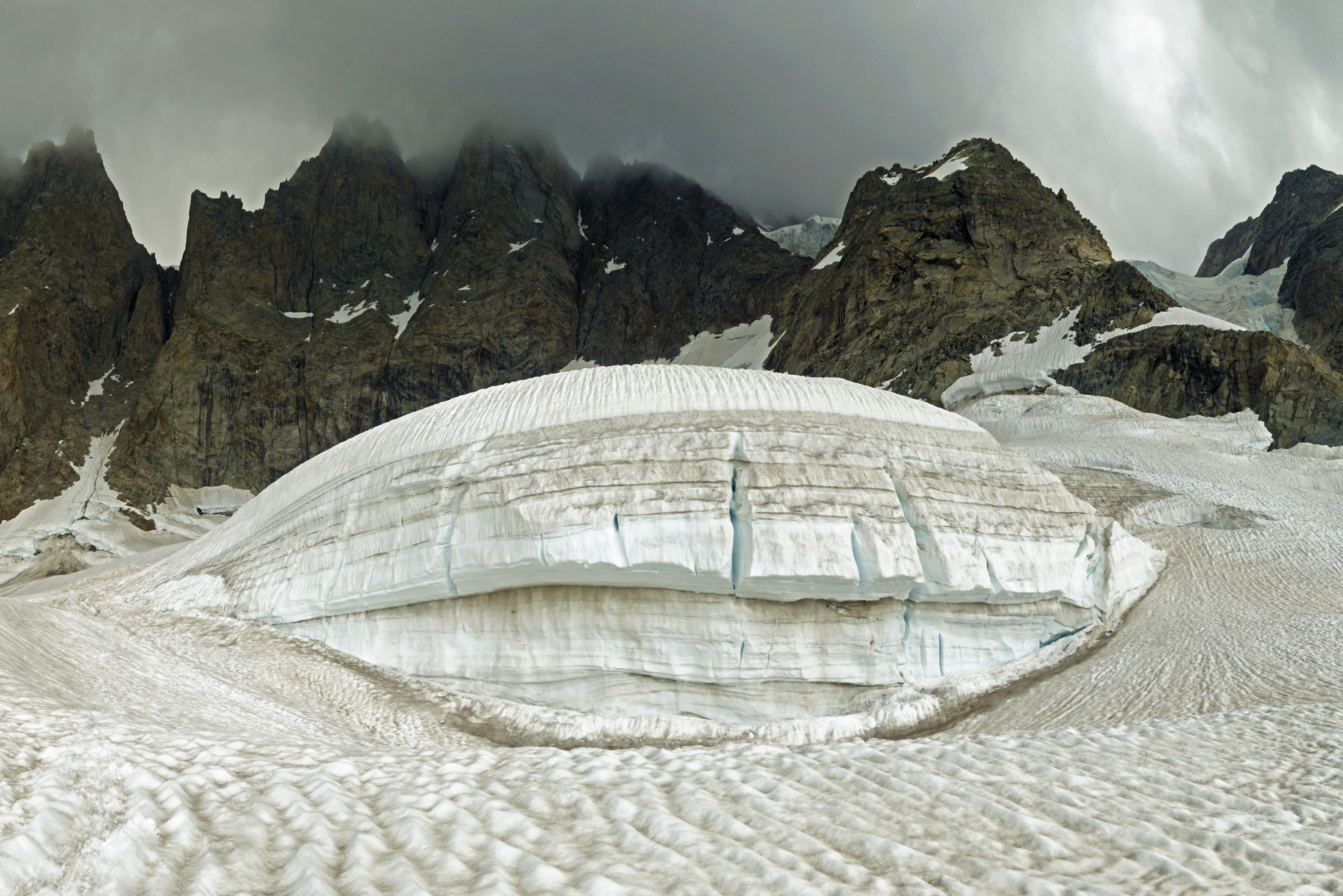
Paysage du glacier dominé par l'arête de Rochefort.

Le glacier a une longueur de 2,45 km et couvre une superficie de 1,327 km2 ; son altitude varie de 2 345 à 3 660 m sur une pente de 30°.

## Hydrologie
Au cours des années se produisent plusieurs avalanches de glace et débâcles glaciaires qui constituent une menace pour le hameau de Planpincieux au fond du val Ferret,. Le glacier est étroitement surveillé depuis 2013 et le taux de déplacement enregistré pendant la période estivale varie entre 30 et 50 centimètres par jour.
Une accélération du taux de déplacement du glacier se produit en septembre 2019 et les experts préviennent qu'environ 250 000 mètres cubes de glace pourraient se détacher du glacier. Le 24 septembre, la mairie de Courmayeur ordonne la fermeture des routes et une évacuation de la population dans la zone à risque sous le glacier ; le danger immédiat se dissipe avec l'arrivée d'un temps d'automne plus frais,.
Le 5 août 2020, une partie du val Ferret est de nouveau évacuée et les routes d'accès bloquées car la hausse des températures accroît le danger, environ 500 000 mètres cubes de glace risquant de s'effondrer dans la vallée,,.
Ce scénario se répète au cours de l'été 2021 lorsque des mouvements allant jusqu'à 1,5 mètre par jour sont observés, faisant réévaluer le volume de glace en mouvement à 800 000 m3 par les scientifiques.
Au début de l'été 2024, les vitesses de mouvement inhabituelles du glacier indiquent qu'une masse de 220 000 mètres cubes de glace est en mouvement rapide en raison des importantes précipitations survenues dans le val Ferret au mois de juin ; le glacier est placé sous le statut de « surveillance spéciale » par les géologues italiens et des mesures temporaires comme la fermeture de la route et de sentiers dans la vallée ou encore des évacuations d'habitants sont prises par les autorités locales.